# Berenbrock
Berenbrock is een plaats en voormalige gemeente in de Duitse deelstaat Saksen-Anhalt, en maakt deel uit van de Landkreis Börde.
Berenbrock telt 289 inwoners.